# Nijntjes avonturen groot en klein
Nijntjes avonturen groot en klein (Engels: Miffy's Adventures Big and Small) is een Nederlands-Britse CGI-geanimeerde tv-serie (2015-2018), gebaseerd op de nijntje-kinderboekenserie geschreven door Dick Bruna. Het is een voortzetting van Nijntje en haar vriendjes, dat van 2002 tot en met 2005 werd uitgezonden. Het wordt in Nederland uitgezonden op NPO Zappelin.